# Joachim Winter (Wirtschaftswissenschaftler)
Joachim Winter (* 4. April 1967 in Donaueschingen) ist ein deutscher Wirtschaftswissenschaftler.
Joachim Winter studierte von 1987 bis 1993 an der Universität Augsburg und der London School of Economics Wirtschaftswissenschaften. Er promovierte 1997 bei Axel Börsch-Supan an der Universität Mannheim. 2002 folgte die Habilitation. Forschungsaufenthalte führten ihn an die University of Wisconsin, das United States Census Bureau, die Universität Tilburg sowie im Jahr 2000 an die University of California. Bis 2004 war er sodann stellvertretender Direktor des Mannheimer Forschungsinstituts für Ökonomie und Demographischer Wandel. 2004 folgte er einem Ruf an die Ludwig-Maximilians-Universität München. Dort lehrt er als Professor Volkswirtschaftslehre und empirische Wirtschaftsforschung. Joachim Winter wurde 2008 zusammen mit Michael Vogel mit dem Ars legendi-Preis für exzellente Hochschullehre ausgezeichnet, weil er auch in großen Pflichtveranstaltungen die Teilnehmer aktiviert und als Studiendekan entscheidend zur Verbesserung der Lehre beigetragen hat.

## Schriften
- Investment and Exit Decisions at the Plant Level: A Dynamic Programming Approach. Physica-Verlag, Heidelberg 1998, ISBN 3-7908-1154-8.